# Collégiale Saint-Feuillen de Fosses-la-Ville
La collégiale Saint-Feuillen est un édifice religieux catholique qui est l’église principale de la ville de Fosses-la-Ville, dans la province de Namur en Belgique. Faisant partie à l’origine, d’un ancien monastère fondé par des moines irlandais, elle fut modifiée et agrandie pour devenir collégiale au XIe siècle. Elle est lieu de culte principal de la communauté catholique de Fosses.

## Origine et histoire
L’origine de la collégiale remonte à la fondation d’un monastère par le moine irlandais Feuillen de Fosses venu évangéliser la région de l’Entre-Sambre-et-Meuse. En 651 un monastère est fondé sur des terres situées au bord de la Bebrona (la Biesme, affluent de la Sambre) données par la famille de Pépin de Landen. Comme pour la plupart des autres monastères de l’époque mérovingienne, son rôle principal est d’héberger les moines itinérants chargés d’évangéliser les régions d'alentour.
Assassiné par des brigands en 655 près du Rœulx, Feuillen de Fosses est enterré au monastère de Fosses, suivant son explicite volonté. Un culte se développe autour de son tombeau, lequel continue même après le départ des moines qui cèdent monastère et dépendances à l’évêque de Liège vers 900. L’évêque installe en 910 à Fosses un chapitre de chanoines qui en compte alors 30 chargé d’y maintenir la tradition du chant choral.
En parallèle à la prospérité grandissante de la ville, une nouvelle église, beaucoup plus grande, est édifiée vers 1090, remplaçant l’ancienne église carolingienne. Dans ses grandes lignes, c’est la collégiale telle qu'elle existe au XXIe siècle, avec sa tour romane massive et sa crypte extérieure datant de 1086. Auprès de la collégiale sont construites les maisons canoniales. 
Les XVIe et XVIIe siècles sont, pour la ville, des périodes de guerres et de déclin économique. La collégiale s’en ressent : le Chapitre est supprimé en 1794, lors de l’occupation française. 
Même si l’église garde son titre de collégiale, elle est en fait aujourd’hui « décanale » et paroissiale, Fosses n’étant plus qu’un doyenné relevant, depuis 1801, du diocèse de Namur.

## Personnalité
- Jacques Pantaléon (1195-1264), archidiacre de Laon, fut chanoine de la collégiale de Fosses (1241-1253) jusqu'à sa nomination comme évêque de Verdun. Patriarche latin de Jérusalem en 1255 il fut élu pape en 1261 et gouverna l'Église sous le nom d'Urbain IV.

## Patrimoine
- Parmi les trésors artistiques de l’église on retient surtout la série de huit tableaux qui, fixés aux murs du chœur de la collégiale, illustrent des scènes (légendaires) de la vie de saint Feuillen. Ils datent de 1765.
  - La mère de Feuillen, martyrisée parce que convertie au christianisme
  - Feuillen, Fursy et Ultain baptisés par leur oncle, l’évêque saint Brendan
  - Feuillen sacré évêque
  - Feuillen accueilli par sainte Gertrude de Nivelles
  - Feuillen construisant le monastère de Fosses
  - Feuillen et ses compagnons assassinés par des brigands
  - Sainte Gertrude retrouvant le corps de Feuillen
  - La dépouille de Feuillen ramenée à Fosses
- Les stalles datent de 1524. On y voit également, sculptées dans le bois, des scènes de la vie de saint Feuillen.
- Un carillon de 19 cloches a été offert en 1934 par Mme Delmotte-Lemaître. Malgré son étendue limitée (1 octave 2/3), il est équipé d'un clavier standard, sans pédalier, qui permet de le jouer manuellement en sus des ritournelles automatiques des heures et demi-heures (actuellement l'air des Chinels)

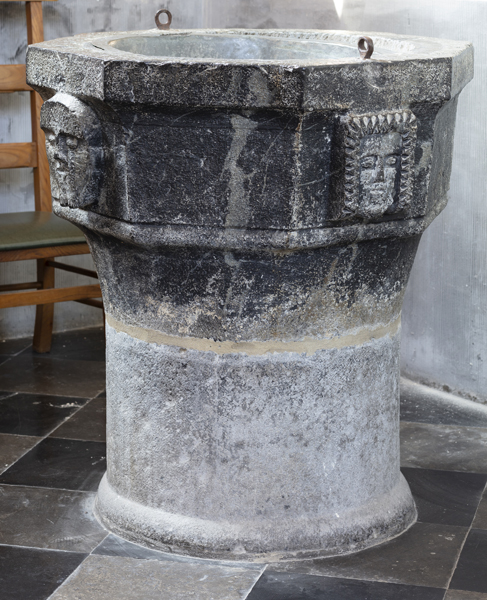
Fonts baptismaux (12e siècle).
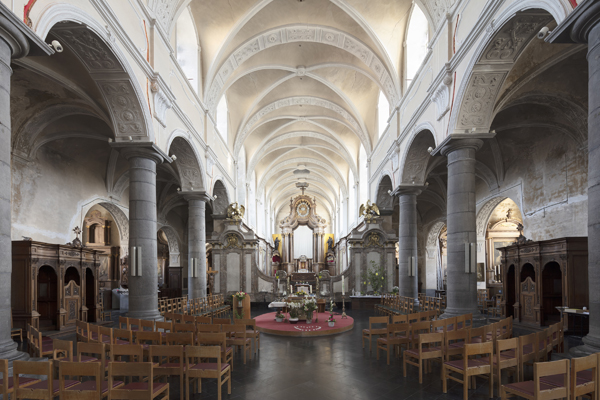
Intérieur.
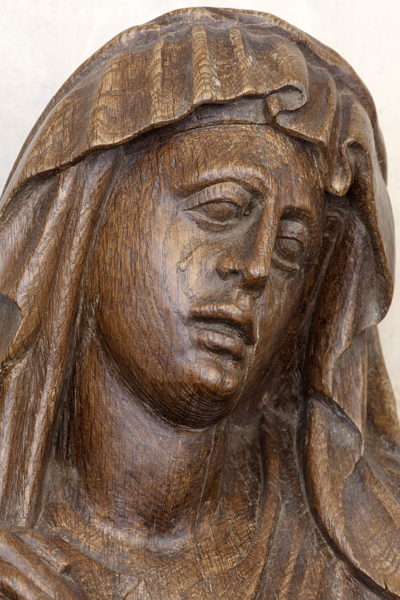
Mise au tombeau (détail).
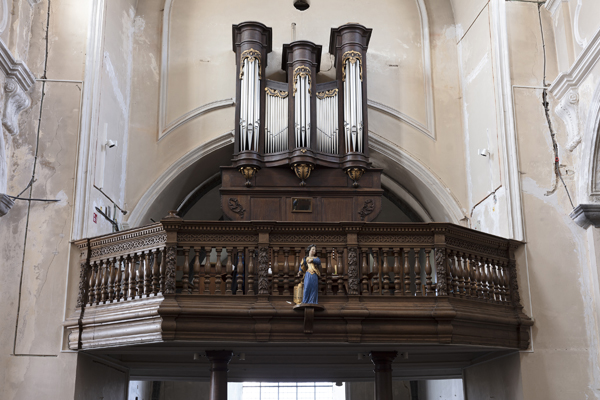
Orgue.

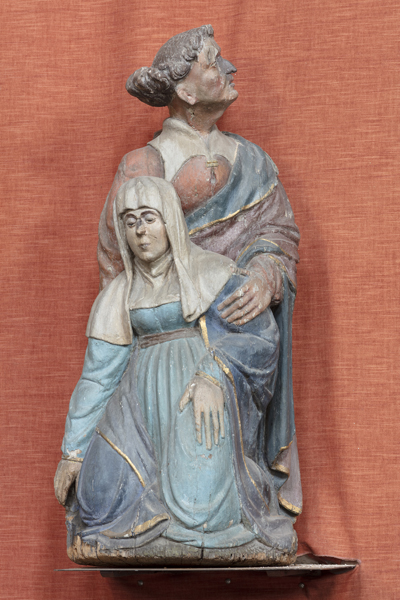
Calvaire (détail).
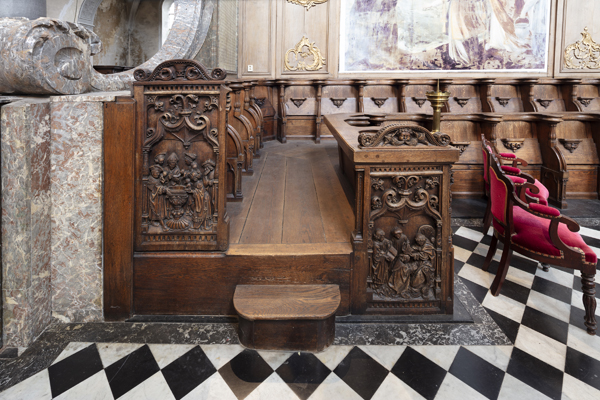
Les stalles.
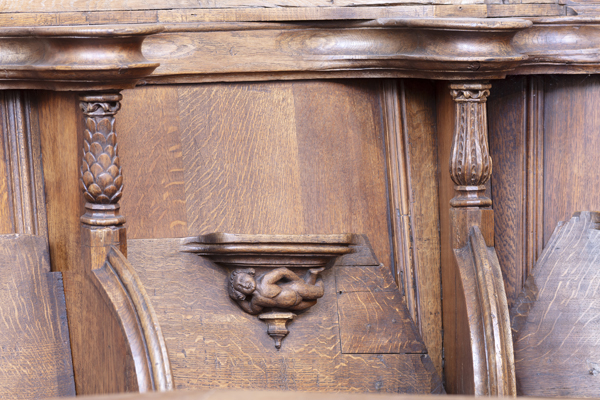
Les stalles (détail).
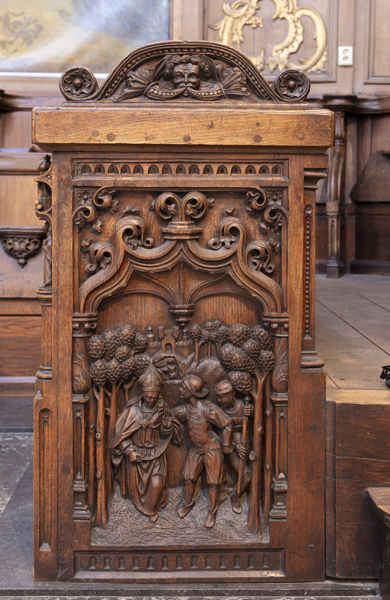
Les stalles.